# Županijska cesta Ž6206
Ž6206 je županijska cesta u Hrvatskoj.
Nalazi se na otoku Hvaru i spaja naselja Vrbanj i Svirče. Početak ceste je čvor s glavnom prometnicom na otoku, državnom cestom D116, prolazi kroz Vrbanj i Svirče a kraj je na izlazu iz Svirča prema Vrisniku, gdje se spaja s lokalnom cestom L67190.

## Vanjske poveznice
|  | Zajednički poslužitelj ima još gradiva o temi Županijska cesta Ž6206 |